# شهرستان نیوا، آیچی

Map of Niwa District in Aichi Prefecture

شهرستان نیوا، آیچی (انگلیسی: Niwa District, Aichi) یک منطقه واقع در استان آیچی، ژاپن است.
در سال ۲۰۰۳ در این منطقه جمعیت حدود ۵۳٬۵۷۶ و تراکم جمعیت ۲٬۱۶۳٫۸۱ نفر در هر کیلومتر مربع بوده است. مساحت کل ۲۴٫۷۶ کیلومتر مربع است.